# وسترن پابلیشینگ
وسترن پابلیشینگ (انگلیسی: Western Publishing) شرکت انتشارات آمریکایی است، که در سال ۱۹۰۷ تأسیس شد.